# Halowe Mistrzostwa Azji w Lekkoatletyce 2024
11. Halowe Mistrzostwa Azji w Lekkoatletyce – zawody lekkoatletyczne, które odbyły się w dniach 17-19 lutego 2024 w Teheranie.

## Rezultaty

### Mężczyźni
| Konkurencja               | 1. miejsce                                                                        | Wynik     | 2. miejsce                                                                              | Wynik     | 3. miejsce                                                             | Wynik     |
| ------------------------- | --------------------------------------------------------------------------------- | --------- | --------------------------------------------------------------------------------------- | --------- | ---------------------------------------------------------------------- | --------- |
| Bieg na 60 m              | Ali Anwar Al-Balushi                                                              | 6,52      | Shūhei Tada                                                                             | 6,56      | Kum Ryong Jo                                                           | 6,56      |
| Bieg na 400 m             | Sajad Aghaei                                                                      | 47,96     | Mohammad Jahir Rayhan                                                                   | 48,10     | Yasir Ali al-Saadi                                                     | 48,40     |
| Bieg na 800 m             | Ebrahim Al-Zofairi                                                                | 1:46,80   | Sobhan Ahmadi                                                                           | 1:47,04   | Abubaker Haydar Abdalla                                                | 1:47,74   |
| Bieg na 1500 m            | Nursułtan Kienieszbiekow                                                          | 3:49,10   | Abdirahman Saeed Hassan                                                                 | 3:49,31   | Ali Amirian                                                            | 3:49,33   |
| Bieg na 3000 m            | Nursułtan Kienieszbiekow                                                          | 8:08,85   | Amir Zamanpour                                                                          | 8:09,58   | Maksim Frołowskij                                                      | 8:17,17   |
| Bieg na 60 m przez płotki | Dawid Jefriemow                                                                   | 7,60      | Qin Weibo                                                                               | 7,63      | John Cabang                                                            | 7,64      |
| Sztafeta 4 × 400 m        | Kazachstan Andriej Sokołow · Elnur Muchitdinow · Wiaczesław Zems · Jefim Tarassow | 3:12,05   | Irak Taha Hussein Yaseen · Ihab Jabbar Hashim · Mohamed Al-Tameemi · Yasir Ali al-Saadi | 3:12,09   | Iran Arash Sayyari · Mir Mohammad Taleei · Sajjad Aghaei · Ali Amirian | 3:13,96   |
| Skok wzwyż                | Ryōichi Akamatsu                                                                  | 2,19      | Yuto Seko                                                                               | 2,19      | Mahfuzur Rahman Ma Jia                                                 | 2,15      |
| Skok o tyczce             | Zhong Tao                                                                         | 5,65      | Song Haoyang                                                                            | 5,60      | Husajn Asim Al Hizam                                                   | 5,55      |
| Skok w dal                | Zhang Mingkun                                                                     | 7,97      | Yuto Toriumi                                                                            | 7,89      | Daiki Oda                                                              | 7,76      |
| Trójskok                  | Su Wen                                                                            | 16,74     | Kim Jang-woo                                                                            | 16,37     | Ivan Denisov                                                           | 16,18     |
| Pchnięcie kulą            | Tajinderpal Singh Toor                                                            | 19,72     | Iwan Iwanow                                                                             | 19,08     | Mehdi Saberi                                                           | 18,74     |
| Siedmiobój                | Yuma Maruyama                                                                     | 5767 pkt. | Zakhiriddin Shokirov                                                                    | 5353 pkt. | Amir Mehdi Hanifeh                                                     | 5124 pkt. |

### Kobiety
| Konkurencja               | 1. miejsce                                                                       | Wynik     | 2. miejsce                                                                       | Wynik     | 3. miejsce                                                                             | Wynik     |
| ------------------------- | -------------------------------------------------------------------------------- | --------- | -------------------------------------------------------------------------------- | --------- | -------------------------------------------------------------------------------------- | --------- |
| Bieg na 60 m              | Farzaneh Fasihi                                                                  | 7,20      | Olga Safronowa                                                                   | 7,35      | Supanich Poolkerd                                                                      | 7,38      |
| Bieg na 400 m             | Nanako Matsumoto                                                                 | 55,14     | Nazanin Fatemeh Eidian                                                           | 55,33     | Kazhan Rostami                                                                         | 55,35     |
| Bieg na 800 m             | Toktam Dastarbandan                                                              | 2:09,17   | Negin Azari Edalat                                                               | 2:11,43   | Akbajan Nurmamiet                                                                      | 2:13,10   |
| Bieg na 1500 m            | Harmilan Bains                                                                   | 4:29,55   | Ainushka Halilkyzy                                                               | 4:35,29   | Aiana Bolatbekkyzy                                                                     | 4:37,20   |
| Bieg na 3000 m            | Yuma Yamamoto                                                                    | 9:16,71   | Ankita Dhyani                                                                    | 9:26,22   | Ainushka Halilkyzy                                                                     | 9:27,18   |
| Bieg na 60 m przez płotki | Jyothi Yarraji                                                                   | 8,12      | Asuka Terada                                                                     | 8,21      | Lui Lai Yiu                                                                            | 8,26      |
| Sztafeta 4 × 400 m        | Kazachstan Adelina Zems · Anna Szumiło · Marija Szuwałowa · Kristina Kondraszowa | 3:41,08   | Iran Kazhan Rostami · Shahla Mahmoudi · Maryam Mohebbi · Nazanin Fatemeh Eidiyan | 3:41,72   | Uzbekistan Laylo Allaberganova · Lydia Podtsepkina · Ugiloy Norboeva · Nurhon Ochilova | 4:12,43   |
| Skok wzwyż                | Jelizawieta Matwiejewa                                                           | 1,86      | Shao Yuqi                                                                        | 1,86      | Lu Jiawen                                                                              | 1,83      |
| Skok o tyczce             | Li Ling                                                                          | 4,51      | Niu Chunge                                                                       | 4,41      | Mahsa Mirzatabibi                                                                      | 4,10      |
| Skok w dal                | Xiong Shiqi                                                                      | 6,55      | Tan Mengyi                                                                       | 6,50      | Yue Nga Yan                                                                            | 6,45      |
| Trójskok                  | Chen Jie                                                                         | 13,63     | Zeng Rui                                                                         | 13,61     | Marija Owczinnikowa                                                                    | 13,48     |
| Pchnięcie kulą            | Sun Yue                                                                          | 17,65     | Malika Nasreddinova                                                              | 15,42     | Elham Hashemi                                                                          | 14,27     |
| Pięciobój                 | Zheng Ninali                                                                     | 4130 pkt. | Fatemeh Mohitizadeh                                                              | 3970 pkt. | Alina Christjakowa                                                                     | 3816 pkt. |

## Klasyfikacja medalowa
Opracowano na podstawie materiałów źródłowych. Kolorem niebieskim oznaczono kraj organizujący mistrzostwa.
| Miejsce | Państwo          | Złoto | Srebro | Brąz | Razem |
| ------- | ---------------- | ----- | ------ | ---- | ----- |
| 1.      | Chiny            | 8     | 6      | 2    | 16    |
| 2.      | Japonia          | 4     | 4      | 1    | 9     |
| 3.      | Kazachstan       | 4     | 2      | 5    | 11    |
| 4.      | Iran             | 3     | 6      | 7    | 16    |
| 5.      | Indie            | 3     | 1      | 0    | 4     |
| 6.      | Kirgistan        | 2     | 1      | 1    | 4     |
| 7.      | Kuwejt           | 1     | 0      | 0    | 1     |
| 7.      | Oman             | 1     | 0      | 0    | 1     |
| 9.      | Uzbekistan       | 0     | 2      | 2    | 4     |
| 10.     | Bangladesz       | 0     | 1      | 1    | 2     |
| 10.     | Irak             | 0     | 1      | 1    | 2     |
| 10.     | Katar            | 0     | 1      | 1    | 2     |
| 13.     | Korea Południowa | 0     | 1      | 0    | 1     |
| 14.     | Hongkong         | 0     | 0      | 2    | 2     |
| 15.     | Arabia Saudyjska | 0     | 0      | 1    | 1     |
| 15.     | Filipiny         | 0     | 0      | 1    | 1     |
| 15.     | Korea Północna   | 0     | 0      | 1    | 1     |
| 15.     | Tajlandia        | 0     | 0      | 1    | 1     |
| Razem   | Razem            | 26    | 26     | 27   | 79    |